# Flesh Without Blood
Flesh Without Blood è un singolo della musicista canadese Grimes, pubblicato il 26 ottobre 2015 come primo estratto dal quarto album in studio Art Angels.

## Video musicale
Il videoclip della canzone è stato reso disponibile in concomitanza con l'uscita del singolo, insieme a quello della traccia Life in the Vivid Dream.

## Tracce
1. Flesh Without Blood – 4:24

## Classifiche
| Classifica (2015-2016)       | Posizione massima |
| ---------------------------- | ----------------- |
| Canada (rock)                | 46                |
| Fiandre                      | 134               |
| Messico                      | 43                |
| Regno Unito (indie)          | 27                |
| Stati Uniti d'America (EDM)  | 18                |
| Stati Uniti d'America (rock) | 23                |